# نينهورساج
```
أو 
نينهورساج
،
[
1
]
 وتُعرف أيضًا باسم 
دامغالنونا
 أو 
نينمه
، كانت 
سومرية
 قديمة 
إلهة الأم
 للجبال، إحدى 
السبع آلهة العظمى
 في 
سومر
. تُعرف أولًا كإلهة رعاية أو 
إلهة خصوبة
. تُحدد الترانيم المعبدية هويتها كـ"السيدة الحقيقية العظيمة للسماء"
قالب:اقتباس بدون مصدر
 (ربما فيما يتعلق بوقوفها على الجبل) ويعتبر ملوك 
لاكاش
 أنهم "ترعرعوا بحليب نينهورساج".
قالب:اقتباس بدون مصدر
 وهي 
الآلهة الراعية
 لعدة قادة سومريين.
```

أشهر أساطيرها هي إنكي ونينهورساج التي تصف تعاملاتها مع إنكي نتيجة مغامراته الجنسية، وإنكي ونينمه وهي أسطورة خلق يتنافس فيها الإلهان لخلق البشر. تظهر أيضًا بشكل مختصر في أساطير أخرى، خاصة كأم لـنينورتا في آنزو (إله أسطوري).

## الاسم
نينهورساج تعني "سيدة الجبل المقدس" من لغة سومرية نين "السيدة" وخار.ساج̃ "الجبل المقدس، السفوح"، وربما إشارة إلى موقع معبدها، إ-كور في إريدو. كان لها أسماء كثيرة منها نينمه ("الملكة العظمى")؛ نينتو ("ربة الولادة")؛ ماما أو مامي (الأم)؛ أرورو (السومرية: قالب:الكتابة المسمارية) وبيليت-إيلي (ربة الآلهة، الأكدية).
وفقًا لأسطورة 'إنجازات نينورتا'، غيّر ابنها نينورتا اسمها من نينمه إلى نينهورساج. وفي طقوس تتويج بابلية، وضعت التاج الذهبي على الملك في معبد إ-أننا كـنينمنا.

### التصوير
ربما كانت دامغالنونا/ديجرمه (زوجة الأمير العظمى) أو دامكينا (السومرية: قالب:الكتابة المسمارية، "الزوجة الحقيقية")، زوجة الإله إنكي، من بين الأمهات الإلهيات الأصليات.
عرفت نينتور أيضًا باسم آخر لنينهورساج كإلهة ولادة، رغم أنها أحيانًا كانت إلهة منفصلة.
لدى الإلهة الأم ألقاب عديدة مثل شاشورو أو "إلهة الرحم"، تابسوت إيلي "قابلة الآلهة"، "أم جميع الأطفال" و"أم الآلهة". وفي هذا الدور تُعرف مع كي في النشيد الأكبر. كان لها معابد في إريدو وكِش.قالب:مصدر مطلوب وقد اقترح أيضًا أنها عُبدت باسم بيليت-نجار في ماري. لكن اقترح أيضًا أن يكون اسم نينهورساج في وثائق ماري فهمًا رمزيًا لاسم شلاش، زوجة داجان، وهي إلهة بيتين قرب ألالاخ وليس نجر (الحاضر تل براك) في مثلث الخابور. وتم أيضًا ربط بيليت نجار بآلهة الحوريين: شاوشكا (رغم النقد لهذا الاقتراح) أو ناباربي.

### ديجرمه
ديجرمه ("الإلهة العظمى") كانت لقبًا شائعًا لنينهورساج. في الأدب القديم، كُتب الاسم كـدمه، لكن التهجئة الصحيحة تأكدت من خلال وجود نسخة سيلابية باللغة إيميسال، ديممرمه.
رغم أنها كانت في الأصل لقبًا لنينهورساج، فقد تطورت ديجيرمه لتصبح إلهة منفصلة في نهاية العصر الديني المبكر. في قائمة آلهة نيبور، كانت ديجيرمه واحدة من تسع إلهات ولادة مذكورة بعد شولباي، وتشملها قائمة آلهة إيسن كواحدة من ست إلهات ولادة. ظهرت ديجيرمه أيضًا في قائمة أن = أنوم الإلهية، مع نينهورساج، نينمه، أرورو، ونينتور. من غير المؤكد ما إذا كانت هذه كلها تُعتبر أسماءً مختلفة لنفس الإلهة أو آلهة مختلفة بوظائف متشابهة.
بني لها معبد ديجيرمه، إ-ماه، في عِدَب بواسطة حاكم محلي. وبنى معبدًا آخر في مالجيوم الملك إيبك-إشتار.

### نينمه
نينمه ("السيدة العظمى") كان أحد أكثر ألقاب نينهورساج شيوعًا مع ديجيرمه. الاسم مُسجل بالفعل في فَرَا ولاكاش ما قبل السارجوني، ويظهر بشكل أساسي في النصوص الليتورجية والأدبية. وظهر شكل أكدي، إيريشمه (مكتوب سيلابيًا كـإ-ري-إ-مَه)، في أوغاريت، وكان إما متغيرًا أو الشكل الصحيح للاسم.
مثل ديجيرمه، كانت نينمه في البداية لقبًا لنينهورساج ثم تطورت لتصبح إلهة منفصلة في نهاية العصر الديني المبكر. في لاكاش، بنا الملك إنتمنا معبدًا كان مخصصًا أولًا لنينهورساج، ثم أعيد تخصيصه لنينمه.
في نص معروف باسم أرشيف السبعيات الغامضة، سميت نينمه بشكل منفصل عن نينهورساج كـ"بيليت-إيلي لمعبد إماه" في تعداد سبع إلهات ولادة.

## الوظيفة
كما يدل على ذلك عدد أسماءها، ألقابها، ومناطق عبادتها، كانت وظيفة نينهورساج الدينية متعددة الأوجه ومتغيرة بوضوح عبر الزمن. لم تكن نينهورساج إلهة راعية لأي مدينة كبيرة، بل ظهرت عبادتها أولًا في القرى والمدن الصغيرة. من الممكن أن تكون في الأصل أكثر تصورًا كإلهة راعية من إلهة ولادة. نظرية أخرى تفترض أنها مع الإلهة نينتور، كانت إلهة ولادة للحيوانات البرية والأليفة. ويرجح أن ارتباطها بعملية الولادة البيولوجية في العبادة تطور لاحقًا، عندما بدأت بالاندماج مع إلهات الولادة الأخرى، واتخذت اسمها بيليت-إيلي. وفي هذا الجانب، يطلق عليها ملوك لاكاش "القابلة التي أرضعتهم". ومن العصر الديني الثالث فصاعدًا، ركزت ألقاب نينهورساج الشائعة على كونها "أم العالم العظمى". هذا مصطلح الأم، حسب جوليا أشير-غريف وجوان ويستنهولتز، كان مشابهًا للمصطلح العام "الأب" المستخدم للآلهة مثل أنو وإنكي، وبالتالي يتجاوز مفهوم الأمومة البيولوجي. لاحقًا في العصر النيو-السومري أصبحت مرتبطة أكثر بالعملية الفعلية للولادة (مثل تقديم أدوات قطع الحبل السري). في العصر البابلي القديم يرى البعض تراجعًا في عبادتها، حيث فقدت وضعها كواحدة من الأربع آلهة العليا في البانثيون. لكن ويستنهولتز يرى أن عبادتها استمرت لكنها تغيرت الوظيفة، لتصبح بيليت-إيلي.
كانت لها دور مسجل في أيديولوجية الملوك السومرية. أول هدية ملكية مخصصة للآلهة، استُخرجت من كيش، تبرع بها ملك يصف نفسه بـ"الابن المحبوب لنينهورساج". واستُخرجت هدايا مقدسة مكرسة لاسمها ديجرمه في عدب، تعود لـالعصر الديني المبكر.
يمكن أيضًا فهمها ليس فقط كمرتبطة بالجبال، ولكن كتجسيد للجبل (أو الأرض) أيضًا. نص سومري واحد، جدل الصيف والشتاء، يصف خلق الفصول نتيجة جماع نينهورساج (الأرض) وإنليل. ووصف ترانيم معبدية من غوديا تمجيد نينغيرسو (بديل نينورتا) بأنه وُلد من جبل. وكانت لها علاقة بالحيوانات البرية، خاصة الظباء، التي تعيش على أو حول الجبال. تظهر الغزلان في واجهات المعابد، وكذلك في الأعمال التي تحتوي على نسر برأس أسد، رمز نينورتا. إحدى التأليفيات، تبرع معبد كِس لنينهورساج، ذكرت الغزلان، والبيسون، والماعز البرية المرتبطة بالبناء.
ويمكن أن تظهر أيضًا في التعويذات الطقسية لوظائف متنوعة، بعضها يشمل دامغالنونا للحماية من الأرواح الشريرة، ونينهورساجا ونينتور في تعويذات الولادة. وظهرت باسم نينمه أحيانًا في النصوص الطبية، مثل واحدة من سلطان تبة التي تصف طقوسًا وقربانًا يجب إجراؤها للإلهة لعلاج التبول اللاإرادي. يُقترح أن دورها في الشفاء مرتبط بشفائها إنكي في إنكي ونينهورساج.

## الارتباط بالآلهة الأخرى

### العائلة
لا توجد نصوص تذكر والد نينهورساج أو سلالتها. في ترنيمة أداد، يُشار إلى إله العاصفة باسم بيليت-إيلي.

### الزوجات والأبناء
الزوج الأفضل تسجيلًا لنينهورساج هو شولباي، ويمكن أن يُوصف بأنه "الزوج المحبوب". وثُبتت علاقتهما في مصادر من كيش، مثل ترنيمة معبد كيش، ونيبور.
الآلهة التي اعتبرت أبناء نينهورساج وشولباي تشمل أشغي، بانيغنجارا، ليسين، إيغيمي، وليلو، الذي ربما كان متماثلًا مع أشغي. يقترح ماركوس سوش-غوتيريز أن أشغي كان في الأصل زوج نينهورساج في عدب بسبب قلة ذكر شولباي في مصادر هذه المدينة من الألف الثالث قبل الميلاد، واعتُبر ابنها فقط في الفترات اللاحقة. ويمكن أن يظهر بانيغنجارا مع والدته في مصادر مثل صيغ التحيات في الرسائل. رغم أن نينهورساج عمومًا تُعرف كأم ليسين، نص واحد على الأقل جعلهما متماثلين. وفقًا لقائمة الآلهة أن = أنوم، كان ليسين (الذي هنا تغير جنسه) ابنًا لبيليت-إيلي. إيغيمي سكن في معبد إ-ماه لأمه في عِدَب، وظهر مع نينهورساج في رثاء لوليل وأخته، حيث تُبكيان وفاة أشغي (المشار إليه في النص كـلوليل، بمعنى "روح الإنسان").
في قائمة الآلهة أن = أنوم، تم إسناد ستة عشر ابنًا إضافيًا لنينهورساج بجانب بانيغنجارا، ليلو، أشغي، وليسين، وهم: أتوقولا، أتوتور، نين.لا2، نيج-غوماها، بوروكيش، زرزارو، زورموزَارمو، نين-بور.سال، شازوماه، أوشومشاسو، ناجارشاغا، أنميا، أميا، أور-غورو، أورّا، وأمانيارنا. نين.لا2 تُعتبر عمومًا نفس الإلهة إيغيمي، لأن نين تُترجم كـإ-جي، بينما يُعتقد أن الرمز لا2 (𒇲) مشتق من مي (𒈨).
في لاكاش، كانت مرتبطة بـإنليل كزوجته، وأم نينغيرسو (اندمج مع نينورتا.) وهي أم نينورتا كـبيليت-إيلي/مامي في أنزû وغيرها من الأساطير أيضًا. تحدد بعض المصادر السومرية هويتها كزوجة وشقيقة إنليل، لتوحيد الأعراف السابقة التي كانت فيها زوجة إنليل، قبل أن تصبح نينليل زوجته في الأعراف اللاحقة. وبعد هذا التغيير، أعيد تصنيف نينهورساج كأخت إنليل الأكبر.
يُظهر إنكي كزوج لنينهورساج في الأسطورة إنكي ونينهورساج، حيث تُعامل الإلهة باسم دامغالنونا، زوجة إنكي المعتادة. لكن دينا كاتس تشير إلى أن الإلهتين كانتا عادةً منفصلتين. في إنكي ونينمه، يشير إنكي إلى نينمه كأخته.

### المرافقون
في قائمة الآلهة أن = أنوم، تم إسناد سوكال ("وزير إلهي") باسم إيكيجرا لنينمه.
كان رسولها الرئيسي الإله أوروماش، وشملت أربعة آلهة أخرى خدموا كرسلان. ساڤارنونا كان رسول كيش، وإنجال-دو.دو ونمير-كورا كانا رسولي العالم السفلي، ولوقاليجيجير كان رسول عِدَب. ستة آلهة باسم ساجشوتاشوبشوبا، كا.ني-شو-كيد.دو.دو، عِدغيجي، غودوب، إكورابسا، ونين-أرورو (لا تخلط مع أرورو) تم تحديدهم كـغود-بالاج ("ليوت الثور"). بالإضافة، شولبيدارا، شولبياماش، وتودوقا خدموا كـ"آلهة وقوف" في معبد إ-ماه في عِدَب.
كإلهة أم/ولادة، كانت نينهورساج أيضًا على الأرجح مرتبطة بمجموعة من سبع إلهات ثانوية تُعرف باسم شاشوراتو، "الأرحام"، مساعدات الإلهات الأم. تظهر هذه السبع في إنكي ونينمه لمساعدة تشكيل البشر من الطين مع معلمتهم، وهم نينمّا، شوذيانّا، نينمادا، نينشار، نينموغ، مومودو، ونينجيننا.

### الاندماج
اعتُبرت نينهورساج مشابهة للإلهة الإيلامية كيريشا، التي كانت أيضًا "أم الآلهة". اعتبر فريدريك غريوهما متساويتين، لكن استند استنتاجه جزئيًا على تشابه بين افتراض زواج نينهورساج وإنكي مع زواج كيريشا ونابيريشا.
في ماري في العصر البابلي القديم، استُخدمت الكتابة الرمزية دنين.هور.ساج.جا لتمثيل اسم شلاش، زوجة داجان.
في المصادر الحثية، استُخدمت الكتابة الرمزية دينجير.ماه ودنين.تو لتمثيل اسم الإلهة الأم الحثية حنانا.
في نص ثنائي

## التصوير
تم تصوير نينهورساج غالبًا جالسة على الجبل أو بالقرب منه، شعرها أحيانًا على شكل أوميغا وارتدائها تاجًا مُزَّين بقرون وتنورة طبقات. في لوحة مستطيلة من جيرسو ما قبل السارجوني، تُحدد الإلهة الجالسة على "جبال مثل قشور" كنينهورساج. هنا ترتدي تاجًا أكثر استواءً بدون قرون، وشعرًا على شكل أوميغا. في تصوير آخر، تجلس على الجبال وتحمل جبلًا على تاجها المُزَّين بالقرون. هنا ترتدي رداءً طبقات. حددت كشخصية أنثى تقف خلف ابنها نينورتا على جزء من نصب الغرباء.
رمز آخر لها هو الغزال، الذكر والأنثى. دراسات على حجر من ماري حددت الحجر كتمثيل لها. يُعتقد أن الحجر يمثل وجهًا وشكلًا أنثويًا عاريًا. ميزة لافتة في الحجر هي المنطقة أسفل "منطقة الأنف" حيث يقف عشرة غزلان يأكلون نباتات على جانبي الوجه. هناك مجموعة أخرى من خمسة حيوانات تحت الأنف، يُعتقد أنها طيور. في نقوش جدارية من نفس معبد ماري، يقف غزالان يحيطان بنسر إجمود، رمز ابنها نينورتا. هناك عدد من الصور الأخرى مع هذا النسر أيضًا (مثل الوعاء في المعرض أدناه)، حيث تظهر الغزلان، والماعز، أو الغزال لتمثيل نينهورساج.
وفقًا لـجوانا ستيكي، رمزها المشبه بحرف الأوميغا Ω، ظهر في الفن منذ حوالي ٣٠٠٠ ق.م.، رغم انتشاره أكثر من الألفية الثانية ق.م. يظهر على بعض الأحجار الحدودية (كودورو، في الصف العلوي، مما يدل على أهميتها. يرتبط الرمز مع حتحور، وقد يمثل رحمًا مُجسَّدًا. وجادلت جوان غودنيك ويستنهولتز و جوليا م. أشير-غريف أن الرمز يجب تفسيره كتمثيل تخطيطي لشعر المرأة وليس شكل الرحم. واقترحتا تحديدًا مع نانايا بدلًا من نينهورساج.
<معرض عرض widths="200" heights="200" perrow="4">
ملف:British Museum Middle east 14022019 Panel Imdugud 2500 BC 3640.jpg|فريز معبد ماري: يحتوي على رموز نينهورساج وابنها نينورتا.
ملف:Vase dedicated to Ningirsu by Entemena-AO 2674-IMG 9137.JPG|الكاس الفضي لإن-تمينا، المخصص لنينغيرسو.
ملف:Entemena vase motif.jpg|تفاصيل الكاس لإن-تمينا - الغزلان هنا على الأرجح تُمثل نينهورساج، مع الأسود التي تحييها بود عن طريق لعق خدودها، بدلًا من مهاجمتها.
ملف:Stele of Vultures detail 03 reverse.jpg|هذا الجزء من نصب الغرباء يحتوي (على الأرجح) على نينهورساج.
</معرض عرض>

## الأساطير

### إنكي ونينهورساج
اكتشف نسختان كاملتان من إنكي ونينهورساج. إحداهما من نيبور تحتوي النص الكامل (رغم كون بعض المقاطع على اللوحة مكسورة)، والأخرى من أور، وجدت في منزل كاهن إنكي، حيث فقدت نصف النص. هذه اللوحة الثانية تحتوي على عدد أقل من الأسطر، لذلك تُعتبر نسخة مختصرة. هناك أيضًا مقتطف يغطي الاتصالات الجنسية، يختلف عن أحداث نسخة نيبور.
في إنكي ونينهورساج، تشكو الإلهة لإنكي من أن أرض ديلمون تفتقر للماء. نتيجة لذلك، يجعل إنكي الأرض غنية، وتتحول ديلمون إلى منطقة رطبة مزدهرة. لاحقًا، ينام إنكي ونينهورساج معًا، مما ينتج عنه ابنة، نينشار (تُسمى نين尼斯ج في ترجمة ETCSL، نينمو لدى كرامر). تنضج نينشار بسرعة، وعندما يراها إنكي تمشي على ضفة النهر، ينام معها، مما ينتج عنه ابنة، نينكورا. يراها إنكي وينام معها أيضًا، مما ينتج عنه أوتو. (في نسخ بديلة الترتيب: نينكورا، نينيمة، ثم أوتو.) بعد أن يجامع إنكي أوتو، تزيل نينهورساج النطفة من رحمها وتزرعها في الأرض، مما يسبب نمو ثماني نباتات. نتيجة أفعاله، تلعن نينهورساج إنكي برمي "عينها المعطية للحياة" بعيدًا عنه. ثم يمرض إنكي بسوء. يقدم الثعلب عرضًا لـإنليل أنه سيُعيد نينهورساج لتعالجه؛ في المقابل يعده إنليل ببناء شجرتي بلوط له في مدينته، ويعطيه الشهرة. يستطيع الثعلب استرجاع نينهورساج، ثم تُعالجه وترزق ثماني آلهة ثانوية من أجزاء جسده المريضة.
المقارنات بين هذه الأسطورة وتلك الموجودة في سفر التكوين شائعة. كما اقترح صموئيل كرامر ووليام ف. ألبرايت، يمكن مقارنة أكل إنكي للنباتات الثمانية والعواقب التي تلي أفعاله باستهلاك ثمرة المعرفة من قبل آدم وحواء.

### إنكي ونينمه
النص المحتوي على هذه الأسطورة استُخرج على ألواح من مواقع مختلفة. الألواح الرئيسية المكونة للترجمة هي من العصر البابلي القديم واستُخرجت من نيبور. ووجد لوح ثالث من هذا العصر يحتوي على مقطع من منتصف الأسطورة أيضًا. كان هناك أيضًا نسخة ثنائية اللغة (السومرية والأكدية) في مكتبة أسارحدون، ولوح مجزأ جدًا من العصر الآشوري الوسيط قد يحتوي على الأسطورة، لكنه يختلف عن النسخة الثنائية في جزء خلق البشر من الأسطورة.
يمكن تقسيم إنكي ونينمه إلى جزأين متميزين، الأول هو خلق البشر، والثاني هو المنافسة بين الزوجين. الجزء الأول من النص يروي خلق البشر الأوائل بأمر من ناما، المشار إليها هنا كأمه. يحصل على مساعدة في تشكيل جسد الذكور والإناث من نينمه وخدمتها السبع، إلهات الولادة. بعد أن ينتهي الخلق، يقيم المجموعة وليمة، حيث يشرب إنكي ونينمه الجعة وتُمجَّد عظمة إنكي من قبل الآلهة الأخرى. في النصف الثاني، تخلق نينمه سبعة بشرًا مرضى أو معاقين، ويجد إنكي أماكن لهم في المجتمع. ثم يخلق إنكي فردًا تالفًا لدرجة أن نينمه لا تستطيع إيجاد مكان له، مما يؤدي إلى خسارتها في المنافسة. ثم تشكو أن إنكي طردها من بيتها. النهاية غير واضحة (بسبب تلف اللوحة)، لكنها على الأرجح إنكي يُطمئن نينمه ويجد مكانًا للبشر الذي خلقه.

### النصوص الأخرى
تظهر نينهورساج في النص خالق الفأس، حيث تُشار إليها كـ"أم الآلهة".
في أسطورة أنزؤ، تتحدث نينهورساج باسم بيليت-إيلي أو مامي دفاعًا عن ابنها نينورتا، وتُمنح لقب "ربة جميع الآلهة". في أسطورة أخرى تتعلق بابنها، إنجازات نينورتا، يذهب الإله المُلقب بالبطل ليفتح أرض الجبل شمال بابل، ويجمع جثث ملوكها الحجرية في تل كبير. ثم يخصص هذا الجبل لأمه، التي كانت نينمه، ثم أُعيد تسميتها نينهورساج بعد التل.
دامكينا هي أم مردوخ في إنوما إليش.

## العبادة
تنص النظريات على أن نينهورساج كانت أعلى إلهة أنثى في الفترات المبكرة، لكنها أُزيلت من هذا المكان لصالح نينليل، قبل أن تُندمج مع إلهات الولادة الأخرى في العصر البابلي القديم.
كـنينهورساجا، كان لها معابد في نيبور (فترة أور الثالث)، وماري. في عِدَب، عُبدت باسم ديجرمه. تحت اسم نينمه، كان لها معابد في عِدَب، وبابل، وجرسو، تُعرف باسم 'إ-ماه' أو 'البيت الجليل'.
بني لها معبد من أور في العصر الديني المبكر (مزوبوتاميا) واستُخرج بواسطة سير ليونارد وولي خلال حفرياته في مواقع مختلفة حول المدينة، وربما بُني بطلب من الملك أَنَّبادا، حسب نص اللوحة: "أنيبادا ملك أور، ابن ميسانيبادا ملك أور، بناه لسادته نينخورساج." في لاكاش الديني المبكر، بُني معبد لنينهورساج، ثم أُعيد تخصيصه لنينمه.
عُثر على مقبس باب منقوش في تل غير محفور على أدهيم بالقرب من حيث يلتقي نهر دجلة، خراج غضيريف. وكتبت عليه: "مانيستوسو، ملك كيش، باني معبد الإلهة نينهورساج في حا كي. من يزيل هذه اللوحة، فلينزع نينهورساج وشمس جذوره ويُهلك نسله."

### الهواشين
1. ↑  أشير-غريف & ويستنهولتز 2013، صفحة 7.
2. 1 2 3 4 5 6 7 8  دالي (1998), p. 326.
3. ↑  أشير-غريف & ويستنهولتز 2013، صفحة 51.
4. ↑  جاكوبسن (1976), p. 109.
5. ↑  بلاك, جرين & ريكاردس (1992), pp. 56f, 75.
6. 1 2  أشير-غريف & ويستنهولتز 2013، صفحة 137.
7. ↑  شتاينكلر 2019، صفحة 1003.
8. 1 2  شميمير 2001، صفحات 404–405.
9. ↑  شميمير 2008، صفحة 590.
10. ↑  أشير-غريف & ويستنهولتز 2013، صفحة 71.
11. ↑  أرشي 2013a، صفحة 7.
12. ↑  كريبيرنك 1997، صفحة 504.
13. ↑  أشير-غريف & ويستنهولتز 2013، صفحة 73.
14. 1 2 3 4 5 6 7 8  أشير-غريف & ويستنهولتز 2013، صفحة 59.
15. ↑  أشير-غريف & ويستنهولتز 2013، صفحة 87.
16. ↑  أشير-غريف & ويستنهولتز 2013، صفحة 60.
17. ↑  بلاك 2005، صفحة 42.
18. ↑  كافيغنو & كريبيرنك 1998a، صفحة 462–463.
19. ↑  كريبيرنك 1997، صفحة 505.
20. ↑  أشير-غريف & ويستنهولتز 2013، صفحة 129.
21. ↑  أشير-غريف & ويستنهولتز 2013، صفحة 72.
22. 1 2  أشير-غريف & ويستنهولتز 2013، صفحة 141.
23. 1 2  أشير-غريف & ويستنهولتز 2013، صفحة 139.
24. 1 2  أشير-غريف & ويستنهولتز 2013، صفحة 140.
25. 1 2 3 4  أشير-غريف & ويستنهولتز 2013، صفحة 138.
26. 1 2  شتاينكلر 2019، صفحة 989.
27. ↑  شتاينكلر 2019، صفحة 990.
28. ↑  شتاينكلر 2019، صفحة 994.
29. 1 2 3  شتاينكلر 2019، صفحة 996.
30. ↑  شتاينكلر 2019، صفحة 995.
31. ↑  أشير-غريف & ويستنهولتز 2013، صفحة 241.
32. 1 2  الطب والتعاويذ المزوبوتامية 2018، صفحة 779.
33. ↑  الطب والتعاويذ المزوبوتامية 2018، صفحة 784.
34. 1 2 3  كريبيرنك 1997، صفحة 507.
35. ↑  ميتكاف 2015، صفحة 69.
36. 1 2  كاتس 2008، صفحة 322.
37. 1 2  دلنرو 2013، صفحة 285.
38. ↑  بلاك 2006، صفحة 371.
39. 1 2  ماركوس سوش-غوتيريز 2005، صفحة 6.
40. 1 2  كريبيرنك 2005، صفحة 326.
41. 1 2 3  ميشالوفسكي 1987.
42. ↑  جاكوبسن 2008، صفحة 30.
43. ↑  كاتس 2003، صفحة 205.
44. ↑  إيبيلينج 1928، صفحة 279.
45. ↑  كاتس 2007، صفحة 167.
46. ↑  ليتكه 1998، صفحة 78–82.
47. ↑  ليتكه 1998، صفحة 79.
48. ↑  كافيغنو & كريبيرنك 1998، صفحة 451–452.
49. 1 2  دالي (1998), p. 204.
50. 1 2 3 4  شتاينكلر 2019، صفحة 988.
51. ↑  كريبيرنك 1997، صفحة 515.
52. 1 2  www-etcsl.orient.ox.ac.uk 2006.
53. ↑  لامبرت 2013، صفحة 341–342.
54. ↑  ليتكه 1998، صفحة 76.
55. ↑  www.oracc.museum.upenn.edu 2022.
56. ↑  ليتكه 1998، صفحة 77.
57. ↑  ليتكه 1998، صفحة 73.
58. ↑  أرشي 2013b، صفحة 14.
59. 1 2 3  لامبرت 2013، صفحة 337.
60. 1 2  جاريسون 2007.
61. ↑  فالات 2012.
62. ↑  شولر 1965، صفحة 108.
63. 1 2 3 4  شتاينكلر 2019، صفحة 991.
64. 1 2  شتاينكلر 2019، صفحة 992.
65. 1 2  شتاينكلر 2019، صفحة 1000.
66. ↑  شتاينكلر 2019، صفحة 980.
67. ↑  شتاينكلر 2019، صفحة 984.
68. ↑  شتاينكلر 2019، صفحة 986.
69. ↑  شتاينكلر 2019، صفحة 987.
70. ↑  ستيكي (2006).
71. 1 2  أشير-غريف & ويستنهولتز 2013، صفحة 247.
72. ↑  كرامر & ألبرايت 1945، صفحة 3.
73. 1 2 3 4  كاتس 2010.
74. 1 2  ديكويسون 2007، صفحة 2.
75. 1 2  ديكويسون 2007، صفحة 3.
76. 1 2 3 4  https://etcsl.orinst.ox.ac.uk 2006.
77. ↑  كرامر & ألبرايت 1945، صفحة 5.
78. 1 2 3 4 5  ديكويسون 2007، صفحة 4.
79. ↑  كاتس 2008، صفحة 320.
80. ↑  ديكويسون 2007، صفحة 5.
81. ↑  كرامر & ألبرايت 1945، صفحة 8.
82. 1 2 3 4 5 6 7  لامبرت 2013، صفحة 330.
83. ↑  www-etcsl.orient.ox.ac.uk 2009.
84. ↑  دالي (1998), p. 235.
85. 1 2 3  أشير-غريف & ويستنهولتز 2013، صفحة 151.
86. 1 2  وولي 1982، صفحة 106.
87. ↑  الراوي، ف. ن. ه.، وجي. أي. بلاك، "مدينة أكادية مكتشفة مجددًا"، العراق، المجلد 55، صفحات 147–48، 1993